# Susie Abromeit
Susie Abromeit (Boston, 15 november 1982) is een Amerikaans actrice en musicus.

## Biografie
Abromeit was op haar zestienjarige leeftijd een topatlete, zij kreeg door haar zesde plaats op de Amerikaanse ranglijst van juniortennisspelers een beurs voor een studie aan de Duke University in Durham (North Carolina). Eenmaal op de universiteit kreeg zij de liefde voor acteren en muziek en besloot haar carrière hierin voort te zetten. Naast het acteren speelt zij ook gitaar, zij schrijft en produceert zelf haar eigen nummers.
Abromeit begon in 2007 met acteren in de televisieserie Burn Notice, waarna zij nog meerdere rollen speelde in televisieseries en films. Zij is onder andere bekend van haar rol als Anna Kasnoff in de televisieserie As the World Turns (2008-2009), als Pam in de televisieserie Jessica Jones en als Zoe Roth in de televisieserie Chicago Med (2015-2016).

## Filmografie

### Films
Uitgezonderd korte films.
- 2023 Mistletoe Moments - als Colbie Clark
- 2023 Romance at the Vineyard - als Allee Balzerini
- 2022 Secret Intelligence - als Laura Hansen
- 2022 Love in Bloom - als Amelia Hart
- 2021 Much Ado About Christmas - als Haley Lloyd
- 2021 King Richard - als Robin Finn
- 2021 The Forever Purge - als mrs. Hardin
- 2019 Married Young - als yoga vrouw
- 2018 Almost Perfect - als Harper Pryce
- 2017 Sometimes the Good Kill - als Talia
- 2016 A Perfect Christmas - als Cynthia Faber
- 2014 Anatomy of Deception - als Lydia
- 2014 Blood Lake: Attack of the Killer Lampreys - als Ellen
- 2013 Snow Bride - als Klaire Sinclaire
- 2013 Ambushed - als Kathy
- 2013 Snake and Mongoose - als Kelly
- 2013 Diving Normal - als Dana
- 2012 Mysterious Island - als Abby Fogg
- 2012 16-Love - als Katina Upranova
- 2012 Intercept - als Amanda Halstead
- 2011 Setup - als Valerie
- 2011 Cross - als Sunshine
- 2011 World Invasion: Battle Los Angeles - als Amanda
- 2010 Beatdown - als Erin Dean
- 2010 Mothman - als Mindy
- 2009 I Hope They Serve Beer in Hell - als Leslie
- 2009 Know Thy Enemy - als Pearl
- 2008 Rolling - als Sophie
- 2008 Sex Drive - als nicht Tiffany
- 2007 Sydney White - als cheerleader

### Televisieseries
Uitgezonderd eenmalige gastrollen.
- 2015-2016 Chicago Med - als Zoe Roth - 5 afl.
- 2015 Jessica Jones - als Pam - 8 afl.
- 2014 Devious Maids - als Dahlia Nova - 4 afl.
- 2013 The Haves and the Have Nots - als Laura - 5 afl.
- 2012 Hollywood Heights - als Ericka - 4 afl.
- 2008-2009 As the World Turns - als Anna Kasnoff - 5 afl.

- Library of Congress Control Number: no2018049872
- Virtual International Authority File: 3606152502967910800009
- WorldCat: E39PBJjRX6JMRXXcg9P7W4V3cP